# Monumentos contemporáneos de Zaragoza

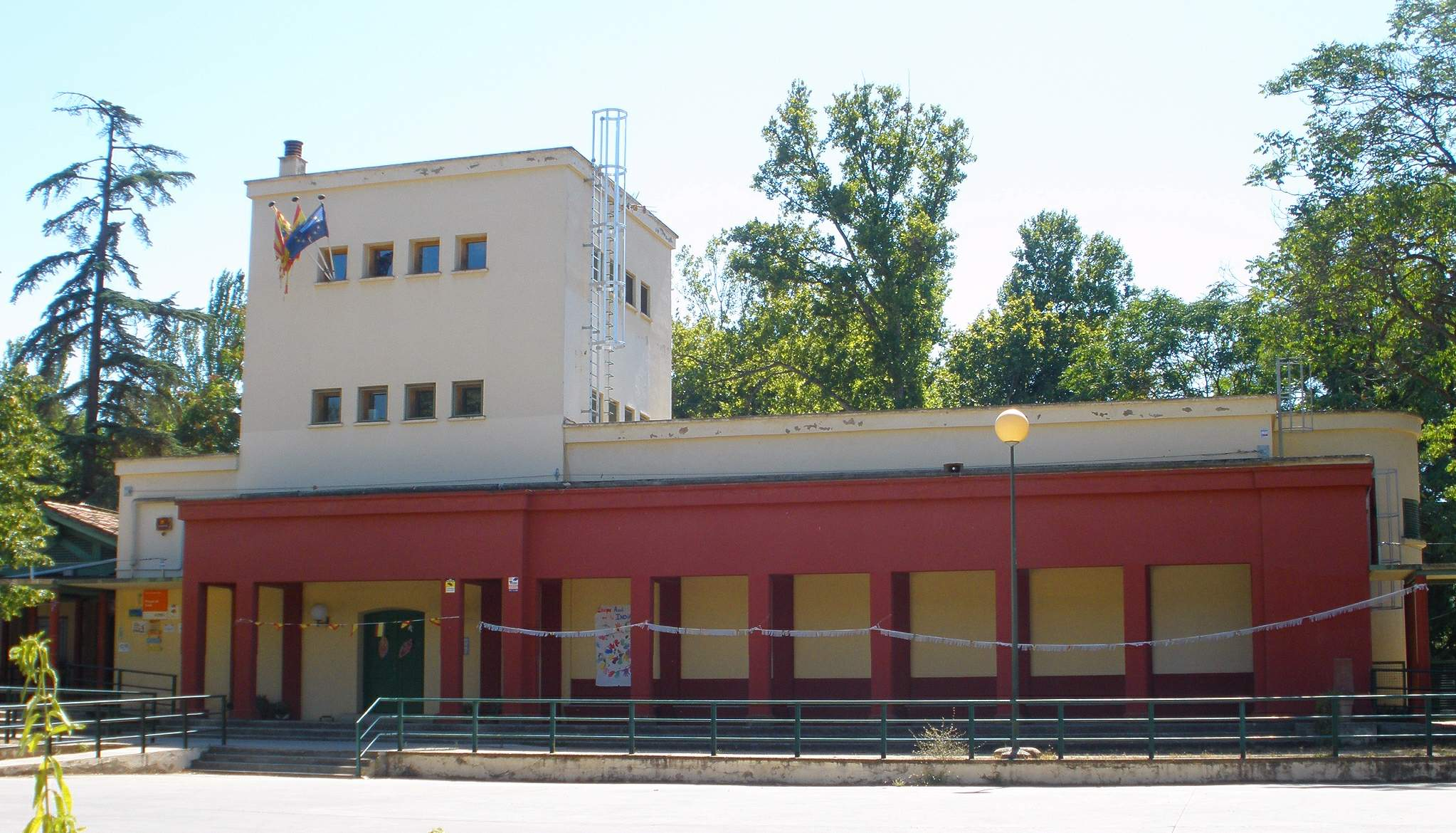
El pabellón racionalista del Rincón de Goya (1926-1928), de Fernando García Mercadal.

La historia contemporánea de Zaragoza comienza en 1813 con la partida de «los franceses» de la ciudad. La Zaragoza barroca no cambia, pero muchos de sus edificios cambian de funciones con la desamortización. En 1833 se crean las provincias, aunque la ciudad seguirá haciendo de capital económica y administrativa de las provincias del antiguo reino. Llegan las primeras industrias y el tren Madrid-Barcelona en 1864, que provocan la inmigración de las tierras rurales aragonesas. En esta época nacen los primeros grandes bancos, la burguesía, los juegos florales y los barrios de arquitectura historicista y modernista.
A principios del siglo XX la ciudad ya tenía barrios diferenciados, creándose el ensanche del paseo Sagasta, es decir, el barrio de Torrero, y se urbanizan los alrededores de la plaza de los Sitios con ocasión de la Exposición Hispano-Francesa de 1908, conmemorando el centenario de los Sitios. El impulso generado por la exposición se continúa en la urbanización del paseo de la Independencia y la plaza de Aragón, construyéndose además el Matadero, el Mercado Central, el Monumento al Justiciazgo, el Museo de Bellas Artes, el monumento a los Sitios, etc. La década de 1920 serán años conflictivos, tanto por parte de movimientos sindicales, como por asesinatos sociopolíticos. En esa época se construyó la Academia General Militar, considerada modélica en su época.
La ciudad apenas sufrió destrucción durante la guerra civil española, al estar en el bando nacional desde el principio. En cambio el llamado «desarrollismo» produjo más destrucción que la Guerra: «Zaragoza ha sido afeada y desnaturalizada en una generación, escasamente; en apenas treinta años ha perdido buena parte de un ambiente particular que le costara centurias construir.» La tendencia a la destrucción del patrimonio arquitectónico no remitió hasta finales del siglo XX.

## Antigua facultad de Medicina y Ciencias
- Plaza Basilio Paraíso, n.4

Conjunto de edificios construido por Ricardo Magdalena en 1895 según su proyecto de 1886 y diseñado para la Facultad de Medicina y CIencias, Hospital Clínico y Sala de Dirección de la Universidad de Zaragoza. En su construcción colaboraron un gran elenco de profesionales y artistas como los escultores Jaime Lluch y Dionisio Lasuén, el rejero Martín Rizo, la fundición Averly, etc.
Ya en 1905 el mismo Ricardo Magdalena diseñaba un nuevo edificio destinado a Depósito Judicial de Cadáveres (Instituto Anatómico Forense) inaugurado en 1908.
- Wikimedia Commons alberga una categoría multimedia sobre Antigua facultad de Medicina y Ciencias.

## Museo provincial de Zaragoza
- Plaza de los Sitios, n.6

Alberga obras de arqueología, bellas artes, etnología y cerámica. Se trata del museo más antiguo de la capital aragonesa y la sede principal (que alberga las secciones de arqueología y bellas artes) está ubicada en un edificio neorrenacentista construido para la Exposición Hispano-Francesa de 1908 por los arquitectos Ricardo Magdalena y Julio Bravo. Su diseño está inspirado en el Patio de la Infanta, de la que fue casa del rico comerciante y mecenas del renacimiento aragonés Gabriel Zaporta.
Las otras sedes del museo son la Casa Pirenaica y la Casa de Albarracín del Parque Grande José Antonio Labordeta de la ciudad —que reproducen modelos típicos de la arquitectura popular de estas zonas— construidas por Alejandro Allanegui en 1956. Estos edificios albergan las secciones de etnología y cerámica respectivamente. Una última sección acoge los hallazgos del yacimiento arqueológico de Colonia Celsa y se encuentra situada en un edificio de arquitectura funcional de Velilla de Ebro.
- Wikimedia Commons alberga una categoría multimedia sobre Museo provincial de Zaragoza.

## Teatro Principal
- Calle de El Coso, n. 57

Es el teatro más importante de Zaragoza. Inaugurado en 1799, ha sufrido a lo largo de los siglos XIX y XX diversas reformas, de las cuales destacan las de 1858 llevada a cabo por José de Yarza, 1870 por Ricardo Magdalena, y 1940 por Regino Borobio aunque la más importante fue la de Ricardo Magdalena quien se inspiró en el modelo de planta de la Scala de Milán y es el momento en el que se crea una nueva fachada y se reforma el interior donde el pintor Marcelino de Unceta crea una nueva decoración en donde destacan las pinturas del escenario y de los laterales donde se representa a los principales autores teatrales españoles.

## Teatro del Mercado
- Plaza Santo Domingo.

El Teatro del Mercado es un teatro de Zaragoza situado en el barrio de San Pablo. El teatro se halla en un edificio del año 1928 que fue el antiguo mercado de pescado de Zaragoza, de ahí su nombre.
Fue diseñado por Miguel Ángel Navarro y su construcción es de planta rectangular de forma basilical con un semisótano y con dos alturas. Fue remodelado por el arquitecto Daniel Olano en 1983 para utilizarse como teatro y cuenta con un aforo de 208 localidades y posteriormente ampliado con un edificio al aire libre.
De estilo neo renacentista, está inspirado en los palacios aragoneses construidos en ladrillo, con galerías de arcos de medio punto y aleros muy resaltados tallados en madera, cuyo modelo común es la Lonja de Zaragoza.

## Grupo escolar "Gascón y Marín"
- Plaza de los Sitios.

Situado en la plaza de los Sitios, fue edificado entre 1911 y 1919 en estilo neorrenacentista y proyectado por José Yarza. Su fachada principal resalta sobre el chaflán de trazo elíptico, construido con materiales de piedra y ladrillo, presenta un alero en madera y una decoración escultórica. El edificio formó parte de la urbanización de la zona realizada con motivo de la celebración de la Exposición Hispano-Francesa de 1908.
- Wikimedia Commons alberga una categoría multimedia sobre Grupo escolar Gascón y Marín.

## Grupo escolar "Joaquín Costa"
- Paseo María Agustín, 41

Fue realizado este edificio por el arquitecto Miguel Ángel Navarro en el año 1929, lo más sobresaliente de su estructura es la gran rotonda que tiene en el centro cubierta con una cúpula. Es de estilo clasicista y ecléctico, consta de una gran fachada en chaflán, donde se aprecian cuatro enormes columnas, en la parte superior se encuentra un frontón con esculturas en relieve de Antonio Torres.

## Escuela de Artes y Oficios
- Plaza de los Sitios

Fue diseñada por Félix Navarro en el año 1908, situado junto al edificio del Museo Provincial, es muy similar en su estilo arquitectónico, la fachada presenta una puerta con arco de medio punto y sobre ella una galería con otros tres arcos también de medio punto.

## Edificio de Correos
- Paseo de la Independencia, n.33

El edificio neomudéjar de Correos fue construido en 1926, en el mismo lugar en el que se levantaba hasta 1915 el teatro Pignatelli. Realizado en estilo neogranadino por el arquitecto madrileño Antonio Rubio, es el único edificio de sus características que se conserva en la ciudad.
Restaurado en 1981, sigue albergando la oficina central de Correos de Zaragoza.
- Wikimedia Commons alberga una categoría multimedia sobre Correos.

## Antigua Capitanía General
- Plaza de Aragón, n.9

El edificio se construyó en 1879, con influencia de modelos de palacios italianos dentro del estilo del neoclasicismo palladiano. El edificio está dividido en dos plantas con una fachada de tres partes, la central con tres arcos de medio punto enmarcados por columnas formando dos arcos de triunfo superpuestos, con un remate de un frontón donde se encuentra un relieve que representa a Minerva y diversos atributos militares. Sobre este frontón se encuentra un gran escudo de España sostenido por leones.

## Antiguo Matadero Municipal
- Calle Miguel Servet, n.57

Fue proyectado para la Exposición Aragonesa de 1885, por el arquitecto Ricardo Magdalena, después de su utilización como Matadero Municipal se ha convertido en la sede del Centro Cívico Salvador Allende.
Consta de un gran patio central rodeado de tres pabellones con porches y en cuya fachada se encuentran dos edificios simétricos.

## Diputación Provincial
- Plaza de España.

El edificio de la Diputación Provincial de Zaragoza muestra una fachada neoclásica realizada en 1952, que sustituyó a otra más modesta de 1853 también neoclásica. El arquitecto Teodoro Ríos se inspiró en las fachadas renacentistas del siglo XVI para realizarla.
El interior alberga una importante colección de obras de arte.

## Edificio Pignatelli. Gobierno de Aragón
- Paseo María Agustín, n. 36

Es un edificio que actualmente es la sede de la Diputación General de Aragón y que está ubicado muy cercano a la plaza de toros y al Museo Pablo Serrano, en el centro de la ciudad.

## Palacio de Larrinaga
- Calle Miguel Servet n. 123

Diseñado por Félix Navarro y edificado entre 1900 y 1918 es una casa-palacio de estilo indiano mandada construir por el industrial naviero bilbaíno Miguel Larrinaga para su esposa Isabel Clavero, zaragozana de Albalate del Arzobispo, que la habitó solo unos cuantos años.
Más tarde fue sede del colegio de los padres marianistas, por lo que fue conocido popularmente como el Castillo de los Marianistas.
Actualmente es propiedad de Ibercaja, y es una de las sedes de su acción social.

## Cámara oficial de comercio e industria de Zaragoza
- Paseo de Isabel la Católica, n.2

En 1941 se terminó de construir la actual sede de la Cámara de Zaragoza siendo presidente de dicha cámara Francisco Blesa. El proyecto del edificio-palacio, a cargo de los arquitectos Regino y José Borobio y José Beltrán, se realizó como sede de la Feria de Muestras y contó con tres pórticos de entrada, un amplio vestíbulo, un salón de actos y un gran recinto de exposiciones.
En 1944 se inauguró la seña de identidad del recinto ferial. La atalaya-faro, de 59 metros de altura, culminada con un chapitel de plomo, el cual albergaba un faro y un león como veleta. De perfil clásico semejante a la torre de San Pablo, la de la Feria de Muestras contaba con un elemento intermedio acristalado donde se deposita el reflector que, a modo de faro, hacía de reclamo a la modernidad necesaria, a la industria, como motor de la ciudad. Los arquitectos, apoyándose en una arquitectura del ladrillo de tradición múdejar, introdujeron en el plano de la torre una ordenación geométrica a base de casetones, que ayudan a establecer un muro nada monótono

## Auditorio. Palacio de congresos
- Eduardo Ibarra s/n.

Construido en 1994, construido según el proyecto del arquitecto José Manuel Pérez Latorre, en un gran edificio que presenta un pórtico elevado sobre pilares de una gran altura, en su interior se encuentran espacios para conciertos, congresos, exposiciones y diversos eventos sociales.

## Ayuntamiento
- Plaza del Pilar, n.18

Es un edificio construido en 1965 e inaugurado ese mismo año, aunque el proyecto se presentó en 1941, en el que cabe destacar la fachada (imitando al renacimiento aragonés), la techumbre mudéjar, las escaleras y los salones. En la fachada a ambos lados de la entrada principal se encuentran las estatuas de San Valero y el Ángel de la Ciudad realizadas por el escultor Pablo Serrano.

## Casa Solans
- Avenida Cataluña, n.18

Construida entre 1918 y 1921 por encargo de Juan Solans, un industrial aragonés cuya fábrica La Nueva Harinera se encontraba al lado. El proyecto lo realizó Miguel Ángel Navarro (1883-1956), arquitecto municipal desde 1920 que también se había encargado la desaparecida fábrica de harinas. En 1997 el edificio se encontraba prácticamente en ruinas y estuvo a punto de tener la misma suerte que la nave industrial de La Nueva Harinera. Finalmente se decidió restaurarlo, finalizándose su restauración en 2007.
El edificio es un buen ejemplo que se conserva en Aragón del estilo ecléctico de arquitectura, que siguió al historicismo en la moda del siglo XIX. Del edificio se pueden destacar los azulejos exteriores, sobre todo la serie del zodíaco, y la decoración interior, artesonados de escayola, suelos decorados, ilustración en las paredes, todo restaurado con detalle.
En el 2008 fue la sede del Secretariado de la Organización de Naciones Unidas para la Década del Agua de la Unesco, coincidiendo con la Expo 2008 que se realizó en la ciudad.
- Wikimedia Commons alberga una categoría multimedia sobre Casa Solans.

## Plaza de toros de la Misericordia
- Glorieta de Aznárez, s/n.

La Plaza de toros de Zaragoza, también conocida como «La Misericordia» o el «coso Pignatelli», es uno de los cosos taurinos más antiguos de España. Fue construido por orden de Ramón Pignatelli, con el fin de subvencionar el Hospital y la casa de La Misericordia, de la cual Pignatelli era regidor. Fue inaugurado el 8 de octubre de 1764, víspera de El Pilar. La construcción es de ladrillo, con motivos de piedra en los antepechos y en la portada principal, y en general recuerda al estilo arquitectónico musulmán.
La construcción original experimentó diversas reformas a lo largo del tiempo. La más importante se acometió en 1916, ampliándose la capacidad de los tendidos, ensanchando el anillo exterior mediante un porche en la parte baja y construyéndose la enfermería y las oficinas. También se reformó la fachada exterior, con todo lo cual adoptó básicamente el aspecto actual.
En los años 90 se abordaron otra serie de reformas, que mejoraron sustancialmente los servicios médicos y de prensa, además de ser la primera plaza de toros en España que incorporó un techo de teflón, móvil en el ruedo y fijo en los tendidos.
- Wikimedia Commons alberga una categoría multimedia sobre Plaza de toros de la Misericordia.

## Estación del Norte
Es una antigua estación de ferrocarril situada en los barrios de Arrabal y de Jesús.
El 12 de mayo de 1856, el general Espartero pone la primera piedra de la que iba a ser la Estación ferroviaria de Zaragoza. Siendo el 6 de septiembre de 1861 cuando se inaugura la Estación, construida por la compañía de ferrocarriles de la línea Zaragoza-Barcelona, realizando una ceremonia que cuenta con la presencia del rey consorte de España Francisco de Asís.
La puesta en marcha de la estación, a la que poco a poco se le van ampliando las líneas y recorridos, es el motor que sirve para impulsar la construcción y desarrollo del Barrio Jesús puesto que llega a convertirse durante muchos años en la Estación más importante de Zaragoza. En 1871 contaba ya con varias líneas, (hacia Pamplona, Huesca, Madrid, etc.), siendo en 1878 cuando tiene lugar la anexión de la compañía de ferrocarriles creadora de la Compañía de Ferrocarriles del Norte. De dónde surge la denominación actual que se le da a la estación.
Ya en desuso ferroviario, actualmente está rehabilitada como centro cívico del Arrabal y como club para la tercera edad.

## Antiguo Banco de Aragón
- Coso, n.42.

Es de estilo eclecticismo y neomanierismo. Proyectado por el arquitecto Manuel del Busto en 1913, asturiano pero afincado por mucho tiempo en Cuba, fue terminado en 1917 con la colaboración de importantes caneros y escultores zaragozanos, como Joaquín Tobajas, Silvestre Izquierdo y Salaverri o Enrique Viñado.
En el diseño de la fachada, muy ecléctica, influyó el manierismo francés de la segunda mitad del siglo XVI. Su ubicación certera, pues se puede contemplar desde la calle Alfonso I por un espectador que mire hacia la calle del Coso, realza el edificio.
Se trata de una fachada con órdenes de columnas gigantes, atlantes que sustentan un balcón voladizo de formas ondulantes rectas y curvas, que se combinan con columnillas pareadas y fajadas, como las de los plintos del piso superior. El tejado tiene carácter de mansarda en pizarra, con buhardillas en su muy pronunciada inclinación del agua.

## Antigua Casa de Mantecón
- Paseo de Sagasta, n. 44

El arquitecto Luis Elizalde proyectó en 1925, esta casa burguesa a imitación de las construidas por Smith y Rucabado en las Vascongadas para las familias adineradas de la sociedad industrial emergente.
Se trata de un ejemplo insólito en la ciudad de Zaragoza, con sus motivos típicos de pérgolas, porches y ornamentación, a la que se dota, sin embargo, de un trabajado alero en madera de estimables proporciones, esta vez sí, perteneciente a los modelos invariantes de la arquitectura aragonesa. Su estilo es de historicismo y eclecticismo.

## Rincón de Goya
- Rincón de Goya, Parque José Antonio Labordeta

El edificio y su entorno paisajístico llamado Rincón de Goya es un conjunto arquitectónico diseñado por Fernando García Mercadal en 1926 y terminado de construir en 1928 para conmemorar el primer centenario de la muerte de Francisco de Goya.
Acogía un edificio emblemático del patrimonio arquitectónico español, puesto que es el primer ejemplo de arquitectura racionalista que se diseñó en España, y estaba destinado inicialmente a servir de museo del pintor. El año 2003 el monumento fue declarado Bien de Interés Cultural.

## Edificio de la Telefónica
- Paseo de la Independencia, n.35

El proyecto de 1926 es obra de Ignacio de Cárdenas Pastor y José María Arrillaga de la Vega. Se levanta en el solar del Paseo de la Independencia número 35, donde estuvo el viejo teatro Pignatelli, muestra señera de la arquitectura del hierro y del cristal erigido por Félix Navarro en 1878 y derruido en el siglo XX.
Se trata del primer edificio de Zaragoza que adopta el estilo de la vanguardia europea inspirada por la labor de la Bauhaus y Le Corbusier. Precedió en tres años a la fundación del GATEPAC, el grupo que aglutinó la arquitectura racionalista española.
El edificio se desvincula del contexto en el que se construye, el Paseo de la Independencia de Zaragoza, de edificios historicistas y de carácter ecléctico, con la obligación de elevarse sobre los porches porticados de medio punto. La transición de los seis arcos sobre los que se asienta hasta las cinco «calles» acristaladas que presenta el edificio, fue resuelta de modo ingenioso, mostrando un esquema simétrico con su superficie transparente central de doble anchura, y rematado en un arco que ritma con los del pórtico del nivel inferior. Se trata de una construcción geometrizante, de líneas muy puras y de abstracta composición, pero que mantiene toda la belleza formal de su original concepción con el mínimo esfuerzo ornamental.

## Iglesia de San Antonio de Padua, Sacrario militare italiano y Convento de los capuchinos
- Paseo de Cuéllar, 22

El Sacrario militare italiano fue construido por Víctor Eusa Razquin como mausoleo para los soldados italianos caídos que participaron en la guerra civil española al lado del bando franquista en 1936. El monumento se compone de una torre monumental y la Iglesia de San Antonio de Padua, conventual, atendida por los frailes franciscanos capuchinos.
El conjunto fue financiado por el gobierno de Mussolini y finalizado el año 1940. Finalmente, consta de una simbólica y poderosa torre en talud en sillería de aspecto de fortaleza rústica y una iglesia definida por un pórtico de acceso en el que se ritman distintos grandes arcos exentos que marcan un camino de acceso a la portada de la iglesia, cuyo interior se ve de nuevo jalonado por arcos en resalte, que recuerdan las ideas del primigenio futurismo arquitectónico y su evolución en la Italia del dictador. Se inauguró el 25 de julio de 1945.
La Iglesia de San Antonio de Padua recibió a partir de 1965 el título de iglesia parroquial.
- Wikimedia Commons alberga una categoría multimedia sobre Iglesia de San Antonio de Padua.

## Puente de Hierro
El Puente de Nª Sra. del Pilar, más conocido como puente de Hierro, es un puente que cruza el río Ebro en la ciudad de Zaragoza uniendo las avenida Puente del Pilar con la calle de Alonso V y el Paseo Echegaray y Caballero.
El puente de hierro fue uno de los primeros puentes fijos que se construyeron en Zaragoza. Tras varias modificaciones del proyecto inicial la construcción del puente finalizó en 1895 convirtiéndose en uno de los principales accesos a la ciudad por el Norte. Tras la construcción del puente de Santiago en 1967 continuó siendo uno de los principales accesos para vehículos. A finales del siglo XX, el puente sufre un profundo proceso de remodelación. La estructura metálica se repara y se le añaden dos tableros laterales en forma de arco para el paso de los vehículos. La plataforma central se reservará para uso peatonal.

## Puente de Santiago
Es un puente sobre el río Ebro en Zaragoza. Fue inaugurado en 1967 bajo la alcaldía de Luis Gómez Laguna para completar los cruces del Ebro en el Casco Antiguo por el Oeste (el puente de Piedra cubría el centro y el Puente de Hierro el Este) siguiendo un vado antiguamente cubierto por barcas y pasarelas. Mide 187 metros de longitud y tiene tres carriles por sentido, conectando la Avenida de los Pirineos con la Avenida de César Augusto. Fue remodelado como parte de las obras asociadas a la Exposición Internacional Zaragoza 2008.

## Monumento a los Sitios
- Plaza de los Sitios.

El Monumento fue realizado por Agustín Querol en conmemoración del centenario de los Sitios de Zaragoza efectuados por las tropas francesas en dicha ciudad aragonesa a partir de 1808.
Fue inaugurado el 28 de octubre de 1908 por el rey Alfonso XIII coincidiendo con la Exposición Hispano-Francesa de ese mismo año y se realizó en el recinto del evento, el mismo donde se localiza la actual plaza de los Sitios.
La escultura muestra varias escenas de los asedios así como varios de sus protagonistas. Por una parte aparece Agustina de Aragón defendiendo la puerta de El Portillo junto a varios zaragozanos y se puede distinguir también al General Palafox. En otra parte se ven los conventos de San Lázaro y Santa Isabel y a sus pies escombros, todo ello divisado por el águila napoleónica. También aparece la Condesa de Bureta con otro grupo de mujeres arrastrando un cañón y al fondo se ve a la Virgen del Pilar que sufre el drama de la guerra. En la parte superior está la figura personificada de Zaragoza sosteniendo en una de sus manos el escudo de la ciudad.
- Wikimedia Commons alberga una categoría multimedia sobre Monumento a los Sitios.

## Monumento a los mártires de la religión y de la patria
- Plaza de España.

El Monumento a los mártires de la religión y de la patria es un monumento realizado en piedra y bronce, en su diseño arquitectónico por Ricardo Magdalena y en su trabajo escultórico por Agustín Querol. El memorial está dedicado a representar los principales mártires de la ciudad, tanto alusivos a los Innumerables mártires de Zaragoza cuya tradición remonta al siglo IV, como a los que se destacaron en la defensa de la ciudad en los Sitios de Zaragoza. Fue erigido en la plaza de San Francisco, actualmente plaza de España de Zaragoza, e inaugurado el 23 de octubre de 1904.
El memorial fue iniciado mediante una suscripción popular convocada en el ámbito de Aragón, lo que permitió finalizar un proyecto cuyo primer diseño arquitectónico había correspondido a Ricardo Magdalena. Posteriormente el escultor catalán Agustín Querol se ofreció a fundir la decoración escultórica sin recibir remuneración. La primera piedra fue colocada en 1899. Se pretendía, además, homenajear la desaparición de la cruz del humilladero del Coso, que fue destruida por el fuego de los proyectiles de los Sitios de Zaragoza. Así, todo el grupo escultórico está rematado por la representación de la cruz del Coso.
- Wikimedia Commons alberga una categoría multimedia sobre Monumento a los mártires de la religión y de la patria.

## Fuente de la Samaritana
- Plaza del Justicia.

Es una fuente escultórica fundida en hierro por Antonio Averly, fundidor nacido en Lyon, en 1866 en los talleres de Averly de Zaragoza.
Inicialmente estuvo en la plaza de la Catedral de la Seo de la ciudad, pero en 1960 fue trasladada a la Plaza del Justicia, donde se encuentra en la actualidad.
Antonio Averly había establecido en Zaragoza su fundición poco antes de 1866 y utilizaba en su trabajo modelos del repertorio ornamental francés, como este de la Fuente de la Samaritana, aunque su autor nos es desconocido.
Está inspirada en temas y motivos habituales del Segundo Imperio Francés. La estatua es de estilo neoclásico y paganizante, y está representada como una ninfa vestida con una leve túnica que recuerda las vestimentas grecolatinas.

## Monumento a la Constitución
- Paseo de la Constitución

Fue realizado en 1989 por el escultor Florencio de Pedro que ganador del concurso convocado para su construcción. Consta de tres pirámides en metal que representan los tres poderes, el Legislativo, el Ejecutivo y el Judicial y una esfera situada en el centro del mismo material y que representa la Constitución.

## Monumento a Agustina Zaragoza y a las heroínas
- Plaza del Portillo.

El monumento fue instalado en uno de los lugares en que se desarrolló de la defensa de Zaragoza durante en la guerra de la Independencia y fue realizado por el escultor Mariano Benlliure, con la representación de Agustina de Aragón colocada en la parte alta del pedestal del monumento, también hay en un recuerdo para las heroínas de Los Sitios, la Madre Rafols, Manuela Sancho, la Condesa de Bureta y María Agustín.

## Monumento al rey Alfonso I el Batallador
- Parque Grande José Antonio Labordeta.

El monumento fue diseñado por el arquitecto Miguel Ángel Navarro y consta de un gran pedestal simulando un torreón medieval y sobre él una estatua de 6 metros y medio de mármol representando al rey Alfonso I realizada por el escultor José Bueno, en la base junto al pedestal se encuentra un león en bronce que simboliza la ciudad.
- Wikimedia Commons alberga una categoría multimedia sobre Monumento al rey Alfonso I el Batallador.

## Monumento al Justiciazgo
- Plaza de Aragón

El monumento se realizó por suscripción popular, la Diputación Provincial y el Ayuntamiento de Zaragoza y fue inaugurado el 22 de octubre de 1904.
Diseñó el proyecto Félix Navarro Pérez y la escultura de Juan de Lanuza y Urrea fue realizada por el escultor Francisco Vidal, la columna representa la fortaleza de la institución aragonesa y la figura sedenta a Lanuza ejecutado por orden del rey Felipe II. Los cañones donados por la Dirección General de Artillería para la realización de la escultura se fundieron en los talleres Averly.

## Monumento a Goya
- Plaza del Pilar

El monumento al gran pintor se ubica cercano a la Catedral del Salvador.
Se encuentra junto a la Lonja, rinde homenaje al máximo pintor nacido en tierras aragonesas, pues Goya era oriundo de Fuendetodos.
Federico Marés dirigió las obras del monumento, concebido originalmente como estatua pintoresca con dos mujeres ataviadas como majas del siglo XVIII, que inmortalizara Goya en los cartones para tapices.
- Wikimedia Commons alberga una categoría multimedia sobre Monumento a Goya.

## Estatua del emperador Augusto
- Avenida César Augusto

Reproducción moderna en bronce de la estatua del emperador Augusto llamada Prima Porta. Fue un regalo realizado por Mussolini a la ciudad en 1940 y se ubica donde se encuentra los restos de la muralla romana de la ciudad.
- Wikimedia Commons alberga una categoría multimedia sobre Estatua del emperador Augusto.

## Fuente de la Princesa
- Glorieta de la Princesa del Parque Grande José Antonio Labordeta.

La fuente de la Princesa, también conocida como Fuente de Neptuno, fue la primera fuente monumental que se instaló en Zaragoza. Se erigió en el año 1833 pero no se puso en funcionamiento hasta 1845. Sobre la parte superior adornada de una pequeña cornisa descansa un trozo de columna dórica con su base correspondiente que sirve de repisa a la estatua de Neptuno con el tridente en la mano izquierda y en actitud de mandar a las aguas. Fue desmontada en 1902 y actualmente, se encuentra en la glorieta de la Princesa del Parque Grande José Antonio Labordeta.